# Швайківці

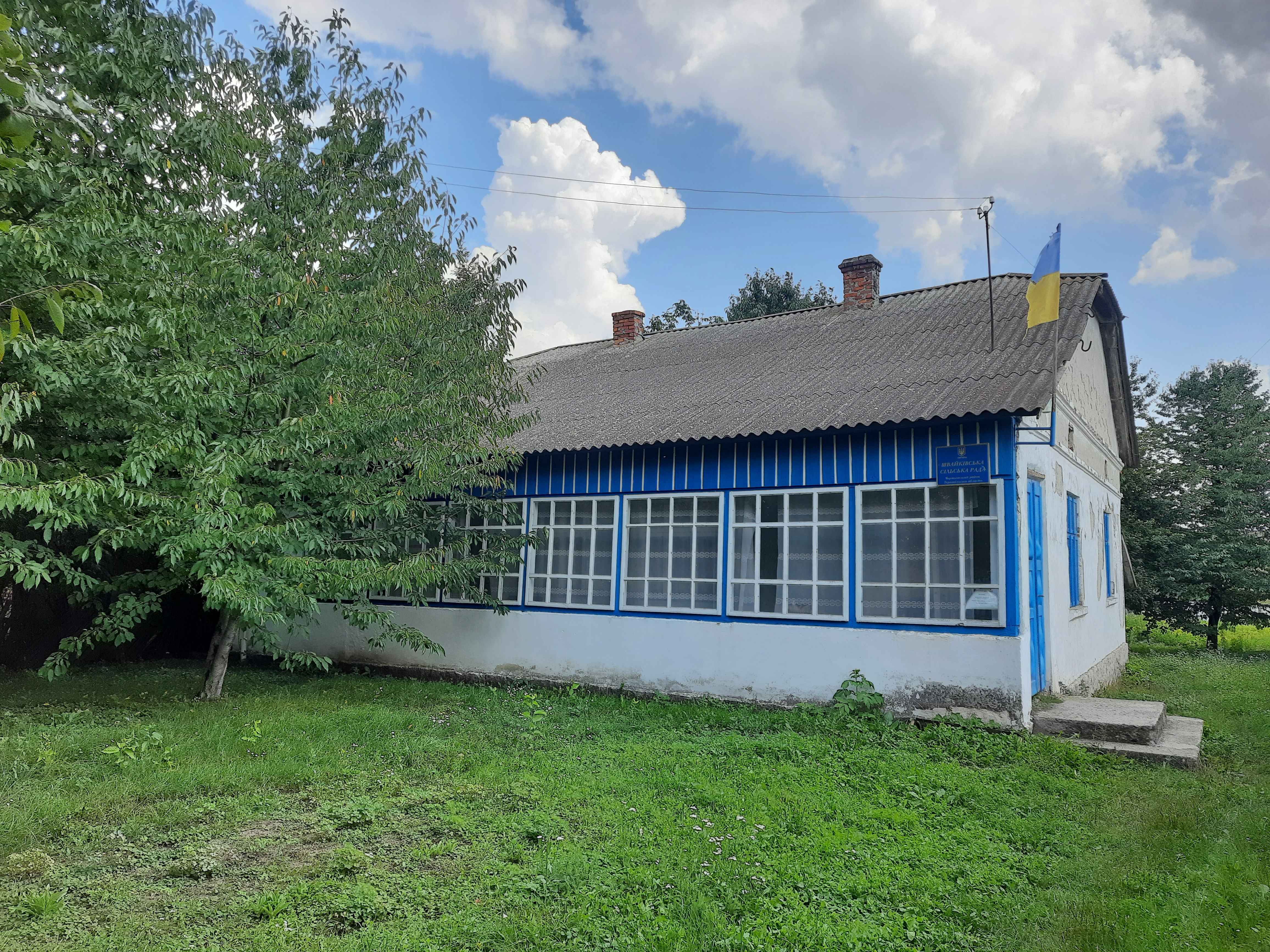
Старостат

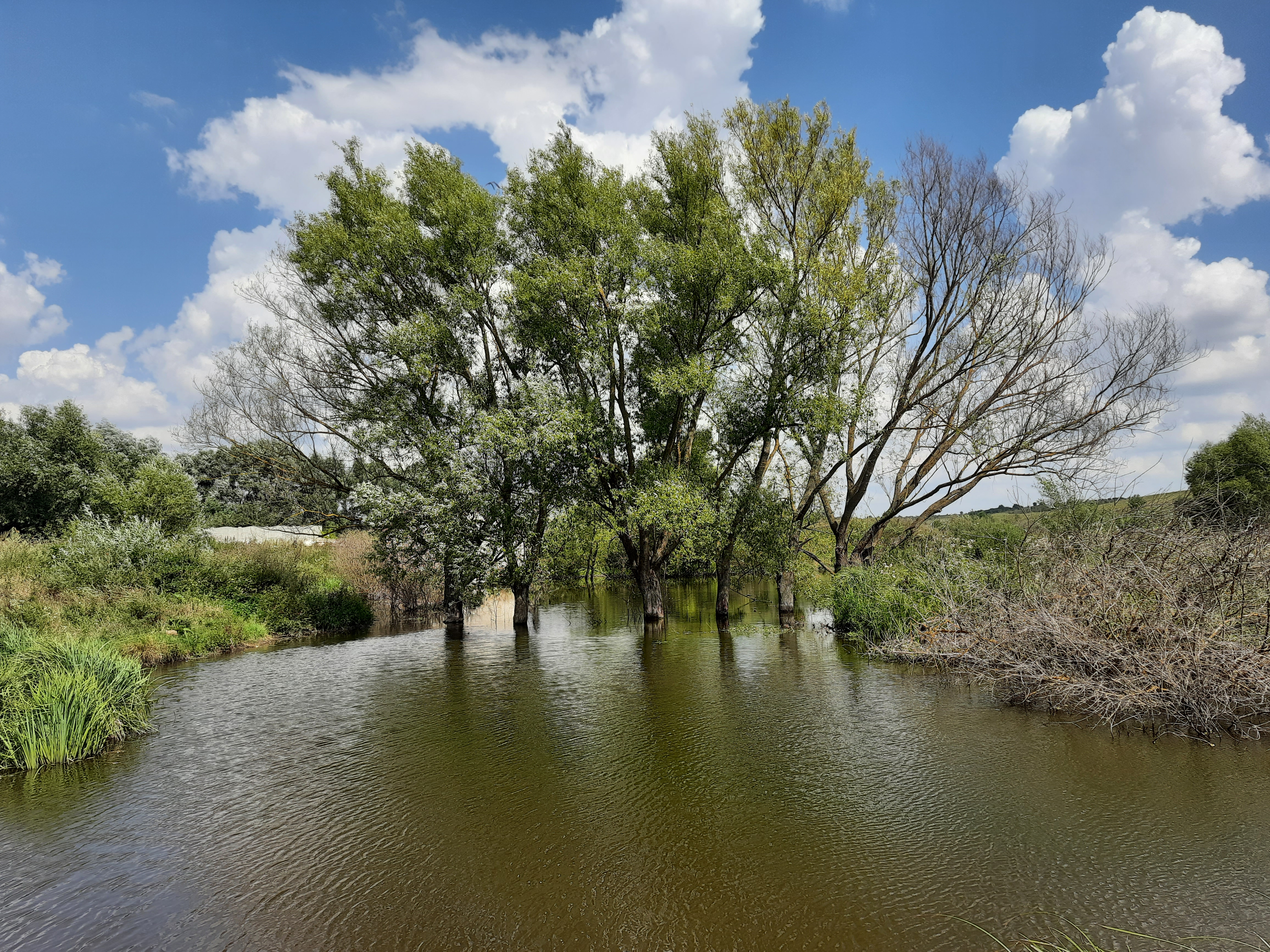
Став біля села

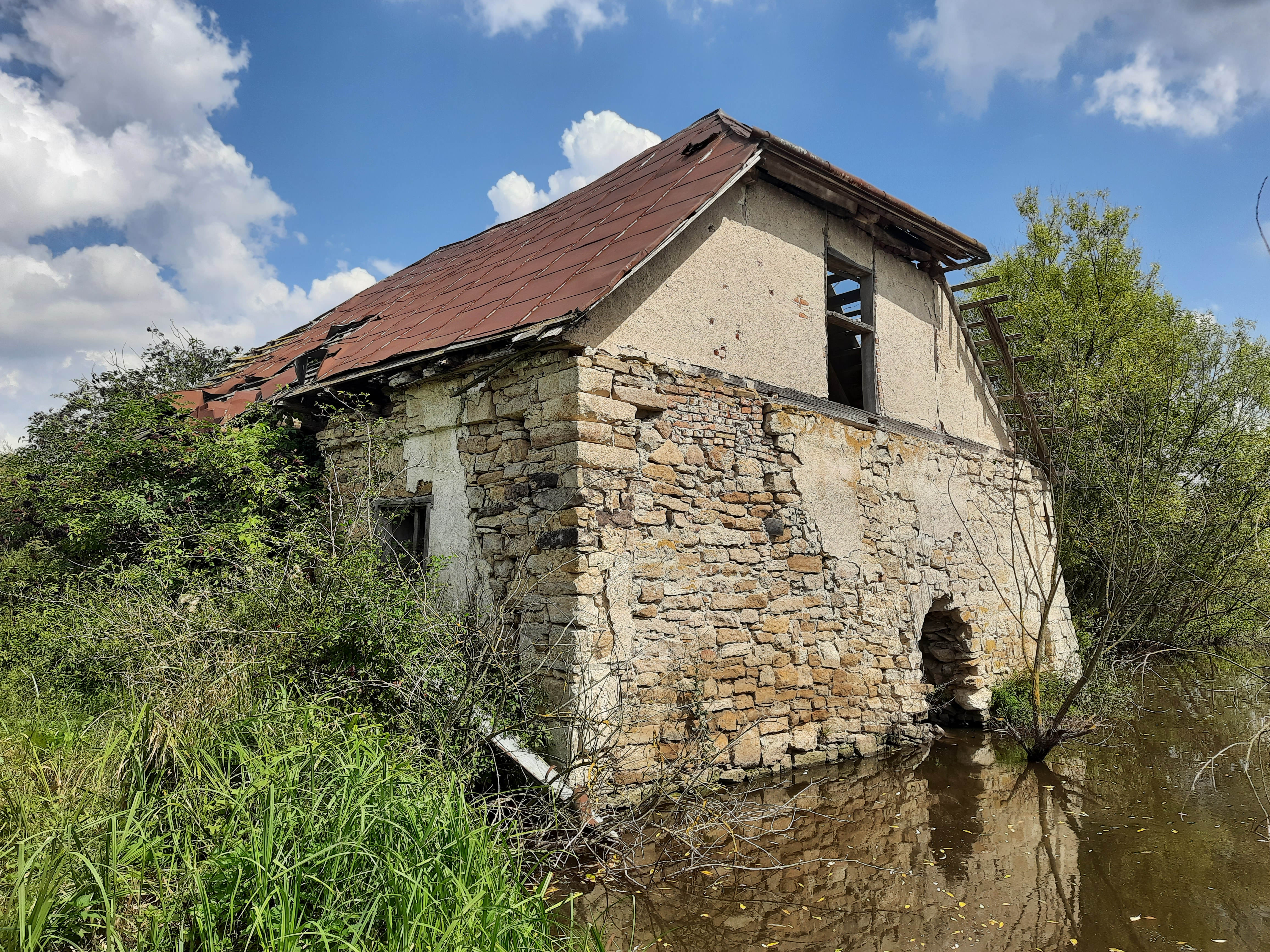
Старий водяний млин

Шва́йківці — село в Україні, Тернопільська область, Чортківський район, Заводська селищна громада. Адміністративний центр колишньої Швайківської сільської ради.

## Географія
Розташоване на правому березі р. Нічлавки (права притока Нічлави, басейн Дністра), за 12 км від районного центру і 5 км від найближчої залізничної станції Гадинківці.
У селі є вулиці:
- Гранична,
- Чортківська,
- Шкільна,
- Центральна.

## Топоніміка
Назва села утворена від патронімної назви Швайківці з первісним значенням «нащадки чи піддані Швайка». Антропоніми Швайко мотивовано апелятивом швайка «товста голка; товсте шило».
Микола Крикун подає наступні варіанти назв с. Швайківці, зафіксовані у хронологічному порядку у відповідних джерелах:
- Szwajkowce, с. — Подимний реєстр 1629, 1650, 1667;
- Szwajkowce, с. — Кам'янецька земська книга 1636;
- Szwajkowce, с. — Комісарський реєстр 1678;
- Sewoykofce, с. — Боплан.

## Історія

### Давні часи
Поблизу села виявлено курган та поселення давньоруської культури.

### Середньовіччя, Новий Час
Перша письмова згадка про населений пункт — 1485 р. як власність братів Бучацьких гербу Абданк.
1485 р. сини Давида Бучацького Міхал, Станіслав i Ян набули від Фредра села Швайківці i Секманівці (пол. Sekmanowce) нa Поділлі.
Згідно з податковим реєстром Подільського воєводства, укладеного королівським ротмістром і митником подільським Станіславом Яцимірським 1569 року село належало дідичеві Ґолінському і мав трьох орачів, кожен з яких повинен був сплачувати від плуга по 10 ґрошів.
Податковий реєстр Кам'янецького еялету за 1681 рік описує стан села: «Село Швайківці, опущене, неподалік від Чорткова. Водяний млин один зруйнований, став один зруйнований. Шляхом оцінки вартість 5000».
У 1785 р. в селі проживало 306 мешканців. За Австро-Угорщини у Швайківцях були дві корчми (власники — євреї) та дві крамнички. 1880 р. в селі — 96 будинків, 633 особи. Кілька місцевих мешканців еміґрували до Канади. В селі функціонували фільварок (власність спольщеного німця Рудрофа), млин.

### XX століття
За Австро-Угорщини фуціонувала 1-класна школа з українською мовою навчання; за Польщі — 2-класна утраквістична (двомовна).
Деякий період Швайківці були центром однойменної гміни. З 1 серпня 1934 до 1939 року село належало до гміни Колиндяни.
20–21 липня 1941 р. органи НКВС розстріляли в місті Умані на Черкащині жителів села Дмитра Іванціва й Антона Яворського.
Від червня 1941 до березня 1944 роках — під нацистською окупацією
Під час німецько-радянської війни загинули або пропали безвісти у Червоній армії:
- Ярослав Байрак (нар. 1912),
- Григорій Бисюк (нар. 1913),
- Йосип Боднарчук (нар. 1917),
- Петро Боднарчук (нар. 1906),
- Антон Бойко (нар. 1899),
- Роман Бойко (нар. 1925),
- Антон Віват (нар. 1900),
- Григорій Говенко (нар. 1910)
- Григорій (нар. 1910),
- Дмитро Іванців (нар. 1909),
- Євстахій Іванців (нар. 1915),
- Мирослав Іванців (нар. 1915),
- Павло Васильович Іванців (нар. 1911),
- Павло Романович Іванців (нар. 1918),
- Роман Іванців (нар. 1926),
- Франко Іванців (нар. 1919).

В УПА воювали Іван Василишин, Антін Іванців, Роман Процьків, Омелян Хабенюк та інші місцеві жителі.

### Період Незалежности
Приміщення школи непогано збереглось і в ньому по 2004 рік навчалися діти.
В березні 2009 року між Швайківцями і Гадинківцями на тополі з'явився хрест.
12 червня 2020 року, відповідно до розпорядження Кабінету Міністрів України № 724-р «Про визначення адміністративних центрів та затвердження територій територіальних громад Тернопільської області» увійшло до складу Заводської селищної громади.
19 липня 2020 року, в результаті адміністративно-територіальної реформи та ліквідації Чортківського району (1940—2020), увійшло до складу новоутвореного Чортківського району.
З 27 листопада 2020 року Швайківці належать до Заводської селищної громади. 

## Освіта
Протягом певного часу в селі діяла неорганізована школа (зокрема, у 1880 році), учителем в якій працював Едвард Паклерський (пол. Edward Paklerski).
За Австро-Угорщини функціонувала 1-класна школа з українською мовою навчання; за Польщі — 2-класна утраквістична (двомовна).
Приміщення школи непогано збереглось і в ньому по 2004 рік навчалися діти.

## Релігія
- церква Воздвиження Чесного Хреста Господнього (УГКЦ; 1734; дерев'яна, реставрована і відкрита 11 червня 1989 року, про що свідчить напис на стіні церкви).

Капличка Новомучеників і Блаженних українського народу проголошених Папою Іваном Павлом ІІ під час відвідин України у 2001 році. Збудована і освячена 2004 року.

## Пам'ятки
- Курган Швайківці I (західноподільська група скіфського часу) — щойно виявлений об'єкт культурної спадщини, охоронний номер 1479[17].
- Поселення Швайківці II (епоха бронзи; ранньозалізний час; трипільська культура; черняхівська культура) — щойно виявлений об'єкт культурної спадщини, охоронний номер 1850[17].

## Пам'ятники
- пам'ятник воїнам-односельцям, полеглим у німецько-радянській війні (1985).
- пам'ятник релігійному діячеві В. Байраку (2004, скульптор Д. Пилип'як)

### Скульптура святого Флоріана
На околиці села збережено «фіґуру» святого Флоріана — захисника від вогню (1864; фундатор Рудроф). За переказами, вона встановлена на честь австрійського офіцера-драґуна, який загинув при гасінні пожежі у Швайківцях.

## Населення
Кількість дворів у 1910 р. — 127, 1931 — 128.
| 721 | 755 | 723 | 752 |  |  |  |  |  |  |  |  |  | 155 | 150 | 145 | 148 | 135 |

## Соціальна сфера, господарство
Діяли філії товариств «Просвіта» (від 1906 р.), «Січ», «Луг», «Сільський господар» та інші; бібліотека, хоровий і театральний гуртки, кооператива.
До 2021 року функціонував клуб та бібліотека, які реорганізували в студію с. Шманьківці Центру культурних послуг Заводської селищної ради.
Працюють фельдшерсько-акушерський пункт, ПАП «Злагода», фермерські господарства «Андрій», «Сокіл-2», «Курган-2».

## Відомі люди

### Народилися
- Володимир Байрак (чернече ім'я — Віталій; 1907—1946) — релігійний діяч, ієромонах-василіянин.
- Фелікс Юзеф Лянцкоронський (1737—?), син Константія та Юстини Злотницької[26].

### Дідичі
- Станіслав Лянцкоронський — каштелян галицький[27]
- Станіслав Лянцкоронський — подільський воєвода, каштелян галицький; також був дідичем сіл Шманьківці, Шманьківчики та інших.[28]
- Константій Лянцкоронський — мечник гостинський, у 1741 році після тривалого процесу уклав угоду з домініканцями Чорткова.[26]

### Померли
- Рох Лянцкоронський (1738—1739), син Константія та Юстини Злотницької
- Мар'янна Лянцкоронська (1748—1750), дочка Казімежа та Вікторії[26].

## У літературі
У 2022 році Людмила Гуменюк видала книжку «Швайківці у плині століть».
Гуменюк Л. Швайківці у плині століть... Тернопіль :Підручники і посібники, 2022. - 396с.